# Riedhausen

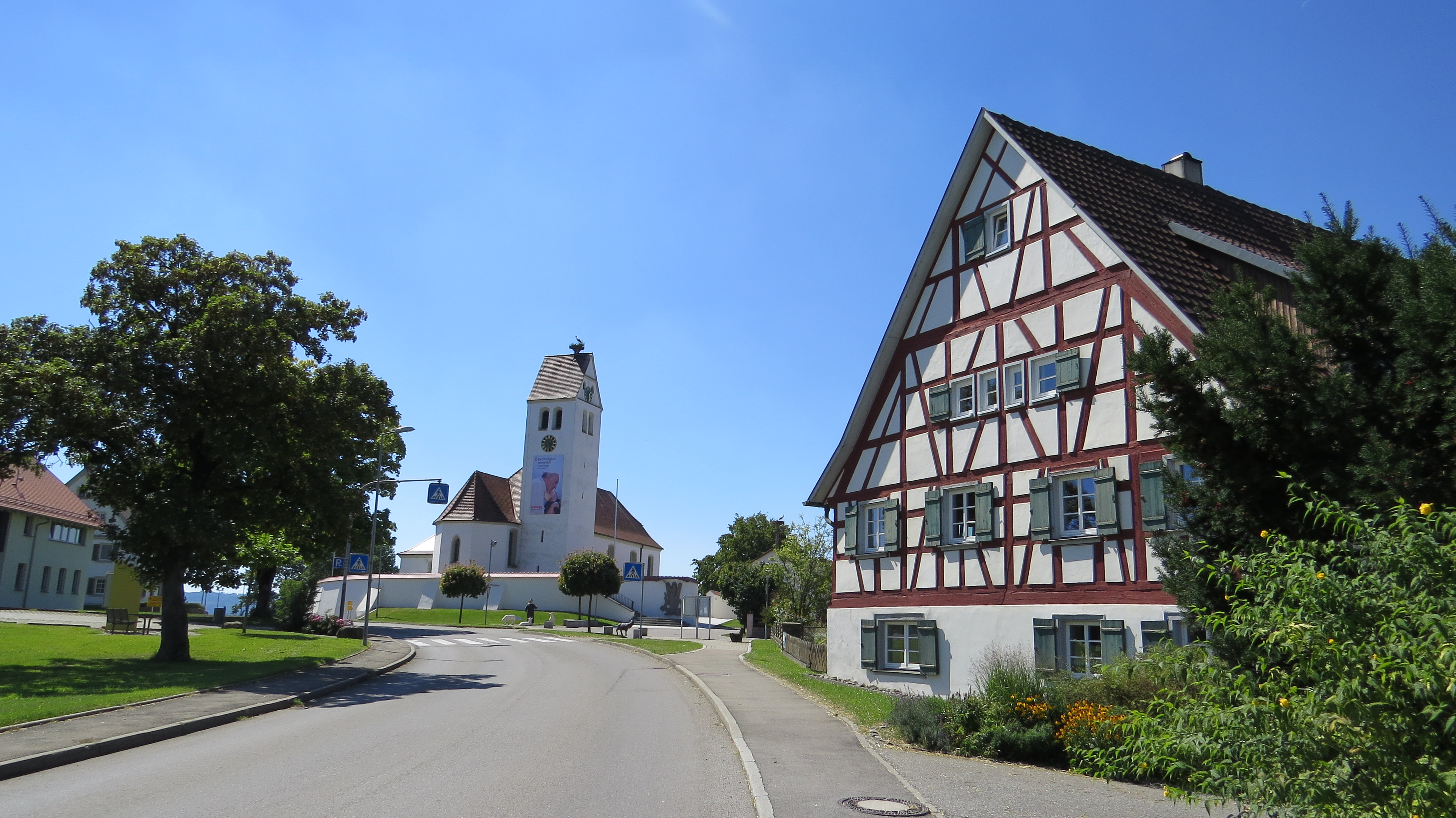
Hauptstraße in Riedhausen

Riedhausen ist eine Gemeinde im Nordwesten des Landkreises Ravensburg in Baden-Württemberg.
Die Gemeinde ist seit 1972 Mitglied im Gemeindeverwaltungsverband Altshausen mit Sitz in Altshausen.

## Geografie

### Nachbargemeinden
Riedhausens Nachbargemeinden sind im Uhrzeigersinn, von Norden beginnend: Königseggwald, Unterwaldhausen, Guggenhausen und Wilhelmsdorf im Landkreis Ravensburg sowie Ostrach im Landkreis Sigmaringen.

## Geschichte

### Mittelalter und frühe Neuzeit
Riedhausen wurde erstmals 1083 urkundlich erwähnt. Von 1179 bis 1380 ist das Ministerialengeschlecht der Herren von Riedhausen als Ortsadel nachgewiesen. 1179 wird Berthold von Riedhausen als Zeuge für den Welfen Welf VI. und den Herzog von Schwaben, den Staufer Friedrich V., in einer Urkunde erwähnt. Im Jahre 1344 verkauften die Ritter von Riedhausen ihren Besitz an einen Ravensburger Kaufmann Gunde und dessen Enkel veräußerte diesen Besitz an das Heilig-Geist-Spital in Ravensburg. Bereits im Spätmittelalter gelangte das Dorf unter die Herrschaft der Herren von Königsegg, die auch den Blutbann ausübten. Sie erwarben allmählich sämtlichen Besitz des Heilig-Geist-Spitals am Ort. Riedhausen war ein Bestandteil der Herrschaft Königseggwald und zum Ende des Heiligen Römischen Reichs der Reichsgrafschaft Königsegg-Aulendorf.

### Seit der Zugehörigkeit zu Württemberg
Im Jahre 1806 wurde der Ort Teil des Königreichs Württemberg und dem Oberamt Saulgau zugeordnet. Die Grafen von Königsegg hatten auch nach der Mediatisierung 1806 noch bis 1849 das Recht der standesherrlichen Patrimonialverwaltung. Bei der Kreisreform während der NS-Zeit in Württemberg gelangte Riedhausen 1938 zum neu umrissenen Landkreis Saulgau. Im Jahre 1945 wurde der Ort Teil der Französischen Besatzungszone und kam somit zum Nachkriegsland Württemberg-Hohenzollern, welches 1952 im Bundesland Baden-Württemberg aufging. Seit der Kreisreform von 1973 ist die Gemeinde Teil des Landkreises Ravensburg.

### Einwohnerentwicklung
Mit einem Durchschnittsalter von 36,5 Jahren war Riedhausen Ende 2011 die Gemeinde mit den im Schnitt jüngsten Einwohnern in Baden-Württemberg. Auch 2019 lag die Kommune mit einem Durchschnittsalter von 38,3 Jahren ganz vorn.

### Religion
Die Gemeinde ist Sitz der katholischen Pfarrei St. Michael, die zur Seelsorgeeinheit Altshausen im Dekanat Saulgau der Diözese Rottenburg-Stuttgart gehört.
Die evangelischen Christen der Gemeinde gehören zur Kirchengemeinde Altshausen im Kirchenbezirk Biberach der Württembergischen Landeskirche.

## Politik

### Bürgermeister
Von 1992 bis 2022 war Ekkehard Stettner Bürgermeister von Riedhausen. Zu seiner Nachfolgerin wurde am 10. Oktober 2021 mit 88,37 Prozent der Stimmen Yvonne Heine gewählt, die zum Zeitpunkt ihres Amtsantritt am 1. März 2022 mit 25 Jahren die jüngste Bürgermeisterin in Baden-Württemberg war.

### Gemeinderat
Der Gemeinderat in Riedhausen besteht aus den acht gewählten ehrenamtlichen Gemeinderäten und der Bürgermeisterin als Vorsitzende. Die Bürgermeisterin ist im Gemeinderat stimmberechtigt.
Bei der Die Kommunalwahl am 9. Juni 2024 traten zwei Listen an. Die Büger für Riedhausen errangen 6 Sitze, die Liste Neue Bürger Riedhausen zwei Sitze.

### Wappen
| Wappen der Gemeinde Riedhausen | Blasonierung: „In Rot ein rechtshin gebogen aufspringender silberner (weißer) Fisch.“ |
| Wappen der Gemeinde Riedhausen | Wappenbegründung: Als Wappen der ortsadeligen Herren von Riedhausen ist in der um 1340 entstandenen Zürcher Wappenrolle der rote Schild mit dem aufspringenden silbernen Fisch überliefert. Nachdem der Gemeinderat beschlossen hatte, das Wappen dieses ausgestorbenen Geschlechts wieder aufzunehmen, ist es zusammen mit der Flagge am 3. Juli 1980 durch das Landratsamt Ravensburg verliehen worden. |

## Kultur und Sehenswürdigkeiten
Die Theatergruppe Riedhausen bringt jedes Jahr in etwa zehn Aufführungen eine Komödie auf die Bühne.

### Vereine
Riedhausen hat ein reges Vereinsleben. Der größte örtliche Verein ist der Sportverein Riedhausen, der Sportmöglichkeiten für alle Altersklassen anbietet. Besonderen Zulauf haben der Jedermann-Sport und der Sport für Senioren. Im Frühjahr veranstaltet der SV Riedhausen das weithin bekannte Maifest. Fußball bietet die FG 2010 WRZ an. Der Narrenverein „Wasenstecher“ mit seinen Narrenfiguren Wasenstecher und Moorgeist betreibt die schwäbisch-alemannische Fasnet. Zu den weiteren ortsansässigen Vereinen zählen ein Ortsverein des Landfrauenverbands, die Landjugend, der Fischereiverein Pfrunger Ried, der Motorradverein Free-Biker und der Musikverein Unterwaldhausen. Zudem gibt es einen Kirchenchor.

## Trivia
Ende 2020 gehörte Riedhausen nicht nur zu den acht Kommunen in Baden-Württemberg, in denen das Durchschnittsalter bei unter 40 Jahren lag. Mit einem Altersdurchschnitt von 38,1 Jahren lebte in der Kommune landesweit die jüngste Bevölkerung.

## Persönlichkeiten
- Matthäus Kern (1801–1852), Maler, Lithograph, Kupferstecher und Radierer
- Maria Ferschl (1895–1982), österreichische Lehrerin, Schriftstellerin und Kirchenlieddichterin. Sie lebte von 1945 bis 1962 im Pfarrhaus Riedhausen.
- Herbert Dreher (* 1961), Ingenieur und Hochschullehrer